# Elecciones generales de Níger de 2020-2021
Las elecciones generales se celebraron en Níger el 27 de diciembre de 2020 para elegir al nuevo Presidente y a los 171 miembros de la Asamblea Nacional.
Mahamadou Issoufou del Partido Nigerino para la Democracia y el Socialismo (PNDS) gobierna el país desde que ganó las elecciones de 2011, las primeras tras el último golpe militar, y desde entonces se ha enfrentado a las amenazas terroristas desde que asumió su primer mandato además de críticas tras su reelección en 2016 donde la oposición denuncio fraude y se acabaría retirando del balotaje dejando a Issoufou ganar con más del 90% del voto. Ya desde 2018, Issoufou anunció que no se presentaría a un tercer mandato, a pesar de que la Constitución lo limitaba a dos mandatos de 5 años; dentro de Níger había voces que decían que el Issoufou anularía o enmendaría la Constitución para presentarse a un tercer mandato. En vez de eso el presidente anunció su apoyo a su Ministro del Interior Mohamed Bazoum. En la oposición se alzaron varias candidaturas de peso como el expresidente Mahamane Ousmane, derrocado en 1996, y de Seyni Oumarou, Primer Ministro entre 2007 y 2009. 
Los resultados de la primera vuelta dejaron primero a Mohamed Bazoum del PNDS con el 39.33%, en segundo lugar quedó el expresidente Mahamane Ousmane con 16.99%, en tercero el ex primer ministro Seyni Oumarou con 8.95%. Tras los resultados la oposición apoyó a Ousmane para poder vencer al oficialista Bazoum. La segunda vuelta fue ensombrecida por la muerte de varios dirigentes electorales distritales el día de las elecciones,

## Antecedentes

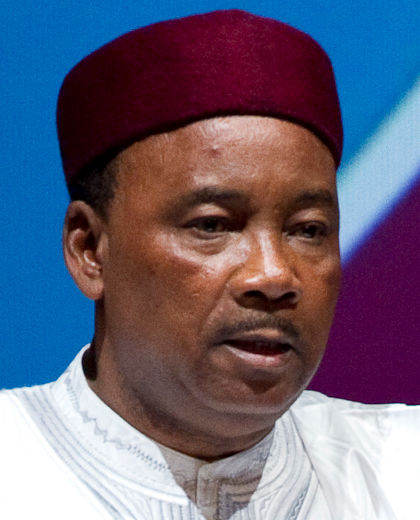
El presidente Mahamadou Issoufu en 2012.

El presidente en ejercicio, Mahamadou Issoufou, completa su segundo mandato en 2021 y se comprometió públicamente a no presentarse a un tercer mandato, allanando el camino para la primera posible transición pacífica de poder en el país desde la independencia. Un número récord de 41 candidatos se postularon para la presidencia, pero solo 30 fueron aceptados. Entre los 11 candidatos rechazados estaba Hama Amadou, candidato del principal partido de oposición, el Movimiento Democrático Nigerino por una Federación Africana (MODEN/FA), cuya solicitud fue denegada por el Tribunal Constitucional debido a su anterior encarcelamiento durante un año por un caso de trata de bebés. Amadou, que quedó segundo en las elecciones de 2016 y tercero en las elecciones de 2011, ha negado todos los cargos y afirmó que tenían motivaciones políticas.
Esta acción le valió la molestia de varios de sus pares africanos, quienes modificaron la constitución o se proponían modificarla para eludirla. A principios de 2020, al ser su turno como presidente rotatorio de la CEDEAO obligó al presidente guineano Alpha Condé a posponer la celebración de su referéndum constitucional, habiendo logrado que Issoufou convenciera a los demás miembros de la organización de que retiraran su misión de observación, al tiempo que aumenta el número de llamadas telefónicas a Condé para pedirle que revise el padrón electoral, la inclusión de la oposición en el proceso electoral y la renuncia a un posible tercer mandato.
El presidente saliente llegó a decidir nombrar públicamente a un delfín presidencial dos años antes de las elecciones presidenciales-en la persona de su ministro del Interior, Mohamed Bazoum-, hecho sumamente raro en el continente. Debido a su compromiso de limitarse a dos mandatos, se considera que Mahamadou Issoufou probablemente recibirá el premio Mo Ibrahim, que premia la buena gobernanza y el liderazgo democrático de los líderes africanos.

## Sistema electoral
El Presidente de Níger se elige mediante el sistema de balotaje; si ningún candidato obtiene la mayoría de los votos en la primera vuelta, se celebrará una segunda vuelta el 21 de febrero de 2021.
Los 171 miembros de la Asamblea Nacional son elegidos por dos métodos; 158 miembros son elegidos en ocho distritos plurinominales basados en las siete regiones y Niamey por representación proporcional mediante listas de partidos. Otros ocho escaños están reservados para las minorías nacionales y cinco escaños (uno para cada continente habitado de forma permanente) para los nigerinos que viven en el extranjero, todos elegidos de distritos electorales mediante escrutinio mayoritario uninominal.

## Resultados

### Presidente
|  | 39.33 % |

|  | 16.99 % |

|  | 8.95 % |

|  | 7.07 % |

|  | 5.38 % |

|  | 2.99 % |

|  | 2.47 % |

|  | 2.40 % |

|  | 1.60 % |

|  | 1.32 % |

|  | 1.28 % |

|  | 1.17 % |

|  | 0.87 % |

|  | 0.82 % |

|  | 0.80 % |

|  | 0.75 % |

|  | 0.65 % |

|  | 0.60 % |

|  | 0.57 % |

|  | 0.43 % |

|  | 0.43 % |

|  | 0.42 % |

|  | 0.39 % |

|  | 0.36 % |

|  | 0.36 % |

|  | 0.35 % |

|  | 0.35 % |

|  | 0.35 % |

|  | 0.30 % |

|  | 0.25 % |

|  | 92.11 % |

|  | 7.89 % |

|  | 100.00 % |

|  | 69.67 % |